# Ramón Corts y Blay
Ramón Corts y Blay (Mataró, 6 de agosto de 1951) es un clérigo e historiador español. Investiga en el Archivo Apostólico Vaticano sobre las relaciones entre la Santa Sede y Cataluña. Ha publicado diversos libros, regestos y artículos sobre documentación del Archivo Apostólico Vaticano, según el fondo de la Nunciatura Apostólica de Madrid y la Secretaría de Estado (1877-1921) y otros de la Santa Sede. Ha trabajado sobre la Ilustración española, la Semana Trágica, el anticlericalismo, la cuestión catalana, la dictadura de Primo de Rivera y el cardenal Vidal y Barraquer.

## Biografía
Cursó sus estudios en los seminarios menor y mayor de Barcelona. Fue ordenado sacerdote el 24 de marzo de 1979. Licenciado en Filosofía y Letras, especialidad de Historia Moderna, por la Universidad de Barcelona en 1975, licenciado en Teología por la Facultad de Teología de Cataluña en 1982, y doctor en Historia Eclesiástica por la Pontificia Universidad Gregoriana de Roma, en 1991. En Roma, fue colegial del Colegio Teutónico de Santa María dell’Anima y del Centro Español de Estudios Eclesiásticos, anejo a la Iglesia Nacional Española de Santiago y Montserrat. Se graduó en la Escuela de Archivística y Paleografía del Archivo Apostólico Vaticano, en 1991. 
Es vicerrector del Ateneu Universitari Sant Pacià de Barcelona, catedrático de Historia Moderna de la Iglesia en la Facultad Antoni Gaudí de Historia, Arqueología y Artes cristianas del Ateneo Universitario San Paciano; profesor de la Facultad de Teología de Catalunya.  Es director del Instituto de Historia de la Iglesia en Cataluña desde su creación.
Director de la Biblioteca Balmes de Barcelona y de su revista Analecta Sacra Tarraconensia desde 1991. Desde el año 2010 es director de Cultura Religiosa (Foment de Pietat Catalana) y de la Editorial Balmes de Barcelona.
Fue nombrado cura párroco de la Basílica de la Purísima Concepción y Asunción de Nuestra Señora el 18 de octubre de 1998; y de la Parroquia de San Francisco de Sales en octubre de 2013, ambas pertenecientes a la Archidiócesis de Barcelona. 

## Actividades
- Coorganizador del Primer Congreso de Historia de la Iglesia catalana, Solsona: 20-23 de septiembre de 1993.

- Coordinador de la “Miscel·lània Àngel Fàbrega”: Analecta Sacra Tarraconensia, núm. 71 (1998).

- Codirector del “Diccionari d’Història Eclesiàstica de Catalunya”. Barcelona: Generalidad de Cataluña; Editorial Claret, 2000-2002 (3 volúmenes).

- Organizador de las “Sessions Històriques sobre la Tradició Immaculista a Barcelona”. Barcelona, 15, 24 y 29 de noviembre de 2004.

- Organizador de las Jornadas sobre la Semana Trágica (1909). Barcelona, 5, 6 y 7 de mayo de 2009.

- Organizador de la Jornada balmesiana de debate histórico sobre Jaume Balmes. Barcelona, 3 de mayo de 2011.

- Organizador de la Jornada Conmemorativa del centenario de la muerte del obispo Torras i Bages, Barcelona: Real Academia de Buenas Letras, 6 de noviembre de 2016.

- Miembro del comité científico del proyecto de investigación del centro Español de Estudios Eclesiásticos, en Roma: «Los obispos españoles bajo el régimen del Real Patronato (1523-1834», y responsable de los trabajos de las diócesis de la Tarraconense.

- Revisión y preparación de la edición del «Diario de Federico Tedeschini (1931-1939).  Nuncio y cardenal entre la Segunda República y la Guerra Civil», editado por Vicente Cárcel Ortí. Barcelona: Editorial Balmes, 2019.

## Publicaciones

### Libros
- L’arquebisbe Fèlix Amat (1750-1824) i l’última Il·lustració espanyola. Presentación de Miquel Batllori. Barcelona: Facultad de Teología de Catalunya; Herder, 1992; 686 p.

- Regests de la documentació del segle XX sobre Catalunya i la Santa Seu conservada a l’Arxiu Secret Vaticà. I. Fons de la Nunciatura de Madrid (1899-1921). Barcelona: Facultad de Teología de Catalunya, 1992; 345 p.
- Josep Puig i Cadafalch: un polític catalanista i catòlic. Els fets de Corpus de Barcelona de 1919, Mataró: el autor, 2002; 92 p.
- Regests de la documentació del segle XX sobre Catalunya i la Santa Seu conservada a l’Arxiu Secret Vaticà. II. Fons Secretaria d’Estat (1899-1921). Barcelona: Facultad de Teología de Catalunya, 2003; 196 p.
- Regests de la documentació del segle XIX sobre Catalunya i la Santa Seu conservada a l’Arxiu Secret Vaticà. I. Fons de la Nunciatura de Madrid (1887-1899). Barcelona: Facultad de Teología de Catalunya, 2005; 387 p.
- Regests de documentació del segle XIX sobre Catalunya i la Santa Seu conservada a l’Arxiu Secret Vaticà. II. Fons de la Nunciatura de Madrid (1877-1887). Barcelona: Facultad de Teología de Catalunya, 2007; 477 p.
- La Setmana Tràgica de 1909: l’Arxiu Secret Vaticà. (Scripta et Documenta, 82). Barcelona: Publicaciones de la Abadía de Montserrat, 2009, 607 p. il. fot.
- El beat Josep Samsó i Elias i el seu missatge avui. Barcelona: Editorial Balmes, 2010; 31 p.
- El beato Samsó y Elías y su mensaje hoy. Barcelona: Editorial Balmes, 2010; 32 p.
- Via Crucis amb el beat Samsó = Via Crucis con el beato Samsó. Barcelona: Editorial Balmes, 2011; 133 p.
- Regests de la documentació del segle XIX sobre Catalunya i la Santa Seu conservada a l’Arxiu Secret Vaticà i a la Secretaria d’Estat. III: Fons de la Secretaria d’Estat (1877-1899). Barcelona: Facultad de Teología de Catalunya; Facultad Antoni Gaudí de Historia de la Iglesia, Arqueología y Artes cristianas, 2015; 208 p.
- La Qüestió Catalana en l’Arxiu Secret Vaticà. De la Restauració a Primo de Rivera (1875-1923). (Studia Historica Tarraconensia; 4). Barcelona: Ateneu Universitari Sant Pacià, 2017, 780 p.
- El cardenal Vidal i Barraquer: entre la crisi de la Restauració i la dictadura de Primo de Rivera. Arxius vaticans (1921-1923). Barcelona: Ateneu Universitari Sant Pacipa, Facultat Antoni Gaudí d’Història, Arqueologia i Arts Cristianes; Facultat de Teologia de Catalunya, 2022".

### Artículos en revistas
- «Fèlix Amat de Palou i Pont (1750-1824) i Fèlix Torres Amat (1772-1847): dos bisbes catalans acusats de jansenisme. (Una aportació a la història del jansenisme català)»: Pedralbes, núm. 2 (1982), p. 283-293.

- «Jansenisme i regalisme a l’època de Carles III: algunes observacions sobre l’episcopat català: Climent, Armanyà, Amat»: Pedralbes, núm 8 (1988), p. 389-402.[6]

- «El Jansenisme en el pensament de Fèlix Amat (1750-1824), arquebisbe de Palmira»: Revista Catalana de Teología.  núm. 17/1 (1991), p.169-186.[7]

- «L’Ernest Lluch, estudiós de la cultura catalana del XVIII. Una aportació a la història de la Il·lustració i del jansenisme a Catalunya»: Revista Econòmica de Catalunya, núm. 42 (2001), p.107-111.
- «Els fets de Corpus de 1919: el bisbe de Barcelona, Enric Reig i Casanova, i el president de la Mancomunitat, Josep Puig i Cadafalch, davant del sentiment catalanista dels inicis del Segle XX»: Analecta Sacra Tarraconensia, núm. 75 (2002), p. 433-494.[8]
- Edición y anotación de la memoria histórica «La Cartoixa de Montalegre durant la Revolució de 1909»: AnalTar, núm. 77 (2004), p. 273-308.[9]
- «La figura episcopal i pública de Josep Climent a Barcelona (1766-1775)»: AnalTar, núm. 80 (2007), p. 538-558.[10]
- «La visita apostòlica de 1928 del nunci Tedeschini a Barcelona. Un intent de repressió d’una pastoral en català»: AnalTar, núm. 81 (2008), p.197-608.[11]
- «Anticlericalisme i Setmana Tràgica. Algunes reflexions»: AnalTar, núm. 82 (2009), p. 545-576.[12]
- «Documentació sobre la Setmana Tràgica conservada a l’Arxiu Secret Vaticà»: AnalTar núm. 82 (2009), p. 649-688.[13]
- «L’Arxiu Secret Vaticà: una font inèdita i complementària per a l’estudi de la Setmana Tràgica»: Serra d’Or, núm.  593 ( 2009), p. 20-24.
- «El informe final de la visita apostólica de 1928 del nunci Tedeschini a Catalunya»: AnalTar, núm. 83 (2010), p. 485-558.[14]
- «La visita del nunci Tedeschini 1928-1929 a Montserrat»: AnalTar, núm. 84 (2011), p. 839-970.[15]
- «La redacció dels decrets de la Cúria romana (1928-1929) sobre la “Qüestió catalana” durant la Dictadura de Primo de Rivera»: AnalTar, núm. 85 (2012), p. 5-142.[16]
- «La recepció dels bisbes de la Tarraconense dels decrets de la Santa Seu (1928-1929) sobre la “Qüestió catalana”»: AnalTar, núm.  86 (2013), p. 313-732.[17]
- «El cardenal Vidal i Barraquer i la “Qüestió catalana” durant la Dictadura de Primo de Rivera (1923-1930). Reflexions des de la historiografia i des de la pastoral setanta anys després de la seva mort»: Revista Catalana de Teología, núm. 39/2 (2014), p. 845-871.
- «La redacción de los Decretos de la Curia Romana de 1928 y 1929 sobre la “cuestión catalana”»: Anthologica Annua, núm.  62 (2015), p. 255-362.[18]
- «La reacció del clergat i dels seglars als decrets de la Santa Seu (1928-1929) sobre la “Qüestió catalana”»: AnalTar, núm.  88 (2015), p.  5-268.[19]
- «El cardenal Vidal i Barraquer i la dictadura de Primo de Rivera (1923-1930): pràctica i defensa d’un catalanisme»: Revista de Catalunya, núm.  291 (2015), p. 48-59.
- «Doctor Àngel Fàbrega i Grau (1921-2017)»: Revista Catalana de Teología, núm. 43 (2018), p. 233-235.[20]
- «L’autoreforma de l’Església dels segles XIV al XVI fins Luter»: Revista Catalana de Teología, núm. 42 (2017), p. 321-336.[21]
- «Declaracions secretes preses pel pare Gamarra als informadors del nunci Tedeschini durant la seva Visita Apostólica a Catalunya. I Barcelona»: AnalTar núm. 93 (2020), p. 243-411.
- «Declaracions secretes preses pel pare gamarra als informadors del nunci Tedeschini durant la seva Visita Apostólica a Catalunya. II Vic i Montserrat»: AnalTar núm. 94 (2021), p. 249-367.

### Capítulos u otras partes de un libro
- «Pròleg»: Miquel Batllori, Del vuit-cents al nou-cents: Balmes, Ehrle, Costa i Llobera, Casanovas, en: Miquel Batllori, Obra completa vol. XVI. Edición a cargo de Eulalia Duran (dir.) y Josep Solervicens (cord.). (Biblioteca d´estudis i investigacions Tres i Quatre; 33). Valencia: Tres i quatre, 2002, p. VI-XXIII.

- «La fàbrica i la Parròquia de Santa Maria i Jesús de Gràcia»: Santa Maria “de Jesús” de Gràcia. Barcelona: Parangona Realització Editorial,  2010, p. 17-23.

- «Presentació»: Ramon Reixach i Puig, El Dr. Josep Samsó i Elias, el Pastor retrobat.  Barcelona: Editorial Claret,  2010, p. 9-20.

- «Un catalanisme pastoral: el cardenal Vidal i Barraquer durant la Dictadura de Primo de Rivera (1923-1930)»: Pastura les meves ovelles (Jn 21,16). Miscel·lània d’homenatge al cardenal Lluís Martínez Sistach. Barcelona: Ateneu Universitari Sant Pacià, 2015, 219-252.

- «Prólogo»: Jordi  Cassà i Vallès, El Padre Gallifa y dos condenas: el garrote en 1809 y hoy desmemoria y olvido, de Jordi Cassà i Vallès, Barcelona: Clérigos Regulares Teatinos, 2016, p. 13-16.

- «Prólogo»: Diario de Federico Tedeschini (1931-1939). Nuncio y cardenal entre la Segunda República y la Guerra Civil española. Barcelona: Editorial Balmes, 2019, p. I-VI.

### Participación en obras colectivas
- «La Cartoixa de Montalegre durant la Setmana Tràgica de 1909»: La Província Cartoixana de Catalunya. La Cartoixa de Montalegre. Actes del XXIII Congrés Internacional sobre la Cartoixa, La Conreria, 5-8 de mayo de 2005.  Barcelona, 2007, p. 531-536.[22]

- «Trabajo histórico sobre la Obra Benéfico-Social del Niño Dios»: Francesc Muñoz i Alarcón, Fundació Obra Benéfico-Social del Nen Déu. Barcelona, 2007, p. 11-30.

- «Documentació sobre la Setmana Tràgica conservada a l’Arxiu Secret Vaticà»: Actes de les Jornades sobre la Setmana Tràgica (1909), Barcelona 5, 6 y 7 de mayo de 2009: AnalTar. Núm. 82 (2009), p. 649-687.[23]

- «Anticlericalisme i Setmana Tràgica. Algunes reflexions: Els fets de la Setmana Tràgica (1909)». Actes de les Jornades organitzades pel Centre d’Història Contemporània de Catalunya. Barcelona, 28 y 29 de mayo de 2009, p.151-180.[24]

- «Un catalanisme pastoral: el cardenal Vidal i Barraquer durant la Dictadura de Primo de Rivera (1923-1930)»: Pastura les meves ovelles (Jn 21,16). Miscel·lània d’homenatge al cardenal Lluís Martínez Sistach. Barcelona: Ateneu Universitari Sant Pacià, 2015, p. 219-252

- «El catalanisme del bisbe Josep Torras i Bages i els intents d’enviar-lo fora de Vic: Torras i Bages: l’home d’eternitat, 1846-1916». Obispado de Vic, 2016, p. 82-99.

- «La dictadura de Primo de Rivera i l’Església catalana: Cardenal Vidal i Barraquer: testimoni fidel (1943-2013)». Tarragona, 2017, p. 33-64

- «Un polític catalanista i catòlic: Any Puig i Cadafalch: recull d’activitats al Maresme». (Col·lecció de documents i estudis maresmencs; 3). Mataró: Arxiu Comarcal del  Maresme, 2018, p. 95-107.

- «El Archivo Secreto Vaticano y la cuestión catalana en el marco de la Dictadura de Primo de Rivera (1923-1930)»: Incorrupta monumenta Ecclesiam defendunt: studi oferti a mons. Sergio Pagano, prefetto dell’Archivio Segreto Vaticano. II: Archivi, Archivistica, Diplomatica, Paleografia, a cura di Andreas Gottsmann, Pierantonio Piatti, Andreas E. Rehberg. Città del Vaticano: Archivio Segreto Vaticano, 2018, p. 165-180.

- «Laudatio»: Solemne investudura com a doctor honoris causa de S. E. R. Mons. Sergio Pagano i de la Dra. Carme Batlle i Gallart. Aula Magna del Seminario Conciliar de Barcelona, 30 de mayo de 2019, p. 17-28.

- «Pío XII y la cuestión nacionalista en España»: La Iglesia católica en tiempos de Pío XII. Un estado de la cuestión. Roma, 24, 25 y 26 de mayo de 2022. Iglesia Nacional Española en Roma. Universidad Carlos III, Madrid.

### Reseñas y notas críticas
- Ignasi Roviró Alemany, Diccionari de filòsofs, teòlegs i mestres del Seminari de Vic (1791-1968). Precedit per Aproximació a la història del Seminari de Vic, de Ramon Rialp Carbonell; prólogo de Albert  Manent. Vic: Publicacions del Patronat d´Estudis Osonencs, 2000 (Osona a la butxaca/ 22-23).  AnalTar. núm. 74 (2001), p. 532-533.

- «Un estudio sobre Caixal y el Vaticano I», Santiago Casas Rabasa, El obispo Caixal y el Concilio Vaticano I. Tesis doctoral dirigida por el Prof. Dr. Josep-Ignasi Saranyana. Presentada en la Facultad de Teología, Instituto de Historia, de la Universidad de Navarra. Pamplona, 2001.  AnalTar, núm. 75 (2002), p. 495-502.[25]

- «Obra completa del pare Miquel Batllori». Miquel Batllori, Records personals i últims escrits. Edición a cargo de Eulalia Duran (dir.) y Josep Solervicens (coord.). Prólogo de Cristina Gatell y Glòria Soler, Obra Completa, vol. XIX, Valencia, Tres i Quatre, 2003 «Biblioteca d’Estudis i Investigacions»: núm. 36 VII-XIX, 568 p. AnalTar, núm.  78-79 (2005-2006), 590-602.[26]

- Presentación del tomo LXXX de la revista Analecta Sacra Tarraconensia: «Ressenya històrica de la Fundació Balmesiana i d’Analecta Sacra Tarraconensia»: AnalTar, núm. 81 (2008). p. 616-627.

- «Presentació de les Jornades»: Actes de les Jornades sobre la Setmama Tràgica (1909). Barcelona, 5, 6 y 7 de mayo de 2009. AnalTar. núm. 82 (2009), p. 53-55.[27]

- «Balmes polític i el seu context històric. Crònica científica de la Jornada Balmesiana», Biblioteca Balmes, 3 de mayo de 2011: AnalTar. núm. 85 (2012), p. 637-645.[28]

- La II República y la Guerra Civil en el Archivo Secreto Vaticano, I: Documentos del año 1931 (t. I-1: Febrero-julio; t. I-2: Agosto-diciembre), edición a cargo de Vicente Cárcel Ortí, Madrid, Biblioteca de Autores Cristianos 2011, 678+814 [Bibliografía complementaria en la BAC: 5]. AnalTar, núm.86 (2013), p. 957-965.

- «República, Guerra Civil i persecució religiosa a Espanya. Tres estudis i dos autors: Vicente Cárcel Ortí i Hilari Raguer i Suñer»: AnalTar. núm. 87(2014), p. 939-978.

- Crónica científica del acto académico de ofrecimiento del volumen «Pastura les meves ovelles» (Jn 21,16) Miscelánea en Homenaje al Cardenal Lluís Martínez Sistach, gran canciller del Ateneu Universitari Sant Pacià. AnalTar. Núm. 89 (2016), p. 773-783.

- «Pastura les meves ovelles» (Jn 21,16).  Miscelánea en Homenaje al Cardenal Lluís Martínez Sistach, Barcelona, Ateneu Universitari Sant Pacià, 2015, 984 p.»: Revista Catalana de Teología 41/2 (2016), p. 683-693.

- «L’Edició dels documents dels Arxius Vaticans (anys 1933-1937) sobre la República y la Guerra Civil española. Per Vicente Cárcel Ortí»: AnalTar. núm. 90 (2017), p. 617-632.

### Voces
- Diccionari d’Història de Catalunya, director Jesús Mestre i Campí; asesores: Josep M. Salrach, Josep Termes. Barcelona: Edicions 62 1992 (Fèlix Amat de Palou), p. 37-38

- Diccionari biogràfic de l’Acadèmia de Bones Lletres, obra dirigida por Pere molas, Eulàlia Duran y Josep Massot. Barcelona: Reial Acadèmia de Bones Lletres, 2012. (Félix Amat de Palou, Francesc Armanyà i Font), p.33-35, 43-45.

- Diccionari d’Història Eclesiàstica de Catalunya. Barcelona: Generalitat de Catalunya: Claret,1998-2001, 3 v. (afrancesats, Gumersind Alabart i Sans, Fèlix Amat i Palou, Pere Josep Avellà i Navarro, Joan Avinyò i Andreu, Joan Bada Elias, Josep Pau Ballot i Torres, Jaume Barrera i Escudero, Josep Bellvitges, Joan Bonet i Baltà, Jaume Cabot, Joan Carrera Planas, Caterina de Crist, Jaume Cesat, Joan Baptista Codina i Formosa, Joan Corminas i Güell, Joaquim Esteve i Subietlos, gal·licanisme, “Il·lustració catòlica”, Josep Antoni Isart, Joaquim Llaró i Vidal, Gaspar Llauger Rauger, Pedro Martínez de San Martín, Ignasi Oms, Bonfill Piquer, Francesc Pou, Sebastià Puig i Puig, Salvador Puig i Xuriguer, Antoni Puig i Blanch, regalisme, Celestí Riera i Aguilar, Joaquim Roca i Cornet, Ascensi Sales, Josep Samsó i Elias, Pere Sanmartí, Pere Serra i Postius, servents de Maria, “Sociedad Filosófica de Barcelona”, Joan Sust i Gelpí, Fèlix Torres i Amat, Ignasi Torres i Amat, Gabino Valladares y Mejía, ultramuntanisme, Josep Vega i de Sentmenat, Pere Verdaguer, Pau Torras  Vinyolas).

- Los obispos españoles bajo el régimen del Real Patronato (1523-1834). En prensa.

Solsona: Juan Álvarez, Manuel Benito Tabernero, Tomás Broto Pérez, Francisco Dorda, José Esteban de Noriega.
Tarragona: Luis de Cardona i Enríquez, Girolamo Doria, Gaspar Cervantes de Gaeta, Antonio Agustín Albanell, Juan Manuel Espinosa, Isidoro Bertran Orteu, Pedro Copons y Copons, Jaime Cortada Bru, Lorenzo Despuig Cotoner, Antonio Bergosa Jordán, Antonio Fernando Echánove y Zaldívar.
Vic: Joan Beltrán de Guevara, Francisco Crespí de Valldaura y Brizuela, Antonio Manuel Artalejo, Pablo Jesús Corcuera Caserta.